# Patapata Hikōsen no Bōken
Patapata Hikōsen no Bōken (パタパタ飛行船の冒険, Patapata Hikousen no Bouken, lit. "O Segredo do País Azul Celeste") é uma série de anime nipo-sul-coreana que teve 26 episódios de 26 minutos, criada por Yano Yuichiro e baseada nos romances Face au drapeau e L'Étonnante Aventure de la mission Barsac de Jules Verne. No Japão, a série foi ao ar pelo canal WOWOW entre 5 de janeiro até 29 de junho de 2002.

## Enredo
Minha mãe está em algum lugar no meio dessas estrelas lá em cima, e eu tenho certeza que um dia voarei até ela.— Jane Buxton, "Episódio 5"
A história se passa na segunda metade do século XIX. A pequena Jane é órfã de mãe, na verdade Anna Buxton morreu ao dar à luz. A criança, então, cresce com seu irmão mais velho George e seu pai Lord Buxton. Passado três anos, o pai se casa com Margaret, uma mulher que tem um filho de onze anos chamado William. A mãe e o filho, em seguida, vão morar no castelo Glenar, casa de Jane e seu pai, mas o menino não gosta porque levaram sua vida e fica mal-humorado com todos. Com ciúmes do carinho que a mãe tem com a família Buxton, logo surge uma profunda ligação de amizade apenas com Jane.
Infelizmente Margaret logo morre e nada sobra para William, somente o carinho de Jane, a única amiga dele, mas no fundo ele fica ressentido por ter tratado os Buxton com ignorância.
Os anos passam e Jane, inteligente e habilidosa como é, desenvolve uma grande aptidão para a mecânica. Seu sonho na verdade é ser capaz de voar e em vez de seguir as aulas de piano como todas as outras meninas de boa família, ela passa o tempo a vasculhar no laboratório de seu irmão mais velho George e constrói improváveis máquinas voadoras de pedais, deixando louco o mordomo Agenore quem deveria vigiá-la.
George é um jovem estudioso que está a desenvolver uma teoria a partir das lendas antigas que vêm do Oriente e é está convencido da existência de uma substância chamada "Fojusen" que permitiria que os homens voassem. Um dia recebe do governo uma missão secreta para realizar uma extensa pesquisa e, em seguida vai para o lado leste, oficialmente para uma missão arqueológica. Estranhamente, seu irmão William, envolvido em negócios obscuros com o banco da família, desaparece no mesmo período.
Depois de algum tempo, Jane agora é uma adolescente de 14 anos, e a família Buxton se choca com os terríveis acontecimentos. Uma carta oficial do governo anuncia a execução de George, que é culpado de incitar uma revolta em um país do leste e imediatamente depois o banco dos Buxton é roubado por homens de uma máquina voadora misteriosa, causando a ruína da família. O coração de Lord Buxton, não resiste a tudo isso, e logo ele falece. A única coisa que Jane pode fazer, em seu desespero, é cuidar de seu pai enquanto ele está morrendo aos poucos, e um dia ele recebe uma carta. O endereço parece escrito pela mão de seu irmão George e o conteúdo é apenas uma estranha pedra azul que parece possuir poderes misteriosos.
Com a certeza de que seu irmão ainda está vivo, o pai de Jane confia nela, na governanta e Agenore para irem até o Oriente, onde será a maior aventura de sua vida.